# シューパロ湖
シューパロ湖（シューパロこ）は、北海道夕張市にある人造湖。石狩川水系の夕張川にあり、1962年に竣工した大夕張ダムによって形成され、2015年竣工の夕張シューパロダムによって水域が拡大した。夕張シューパロダムによってできたシューパロ湖は、湛水面積1,400ヘクタールで雨竜第一ダムの朱鞠内湖に次いで日本第2位、総貯水容量427,000,000トンも徳山ダム（揖斐川）、奥只見ダム・田子倉ダム（只見川）に次いで日本第4位となり日本屈指の大人造湖である。
「シューパロ」の語源はアイヌ語で「本当の」を意味する「シ」と「鉱泉の湧出する所」を意味し夕張（ゆうばり）の地名語源となった「ユーパロ」の合成であり「夕張川本流」を意味する。

## 水没した地域と建造物

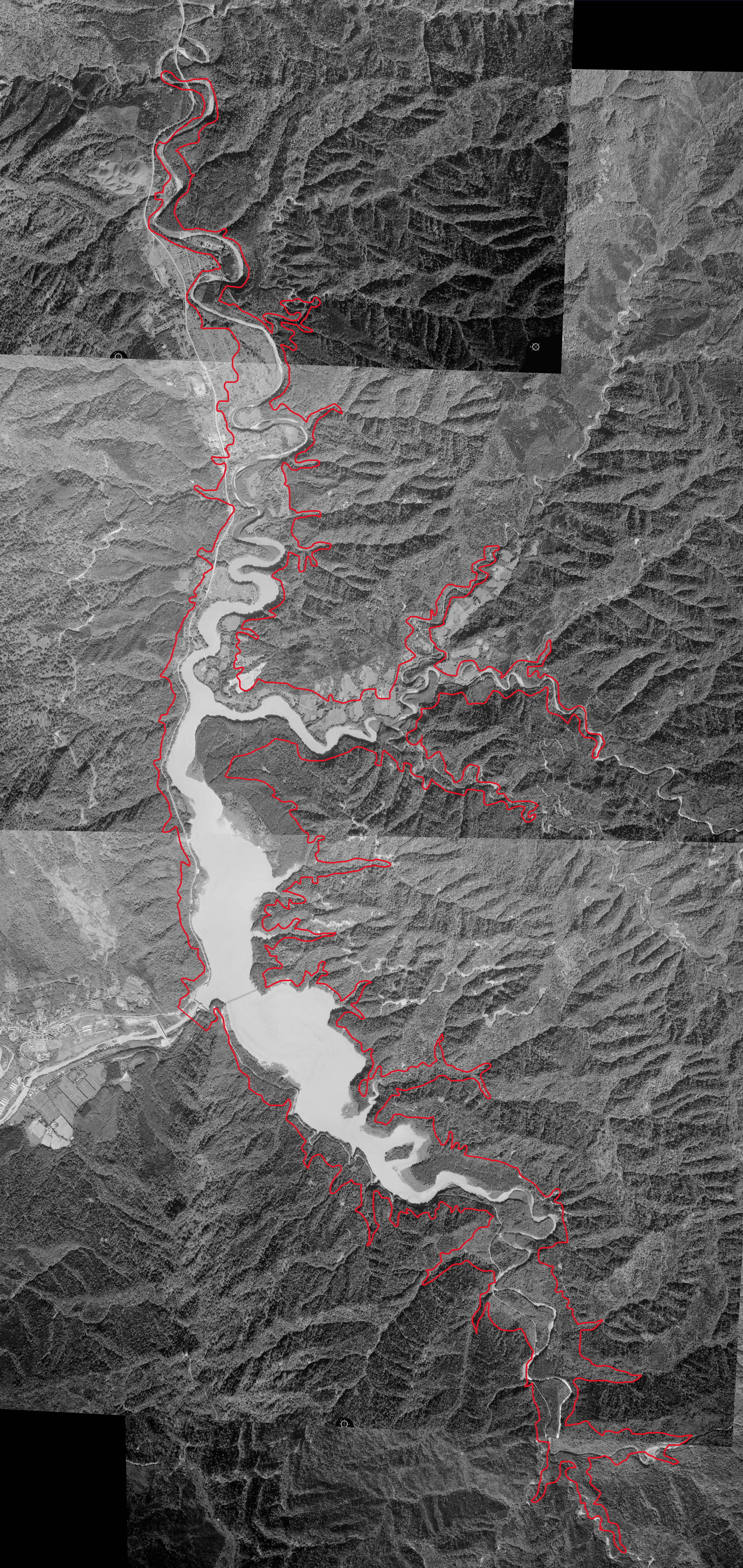
大夕張ダム時代(2000年ごろ)のシューパロ湖。赤線は現在のシューパロ湖の範囲。
帰属：国土交通省「国土画像情報（モノクロ空中写真）」
配布元：国土地理院「地図・空中写真閲覧サービス」

大夕張ダム及び夕張シューパロダムの建設・竣工によって大夕張地区の多くが水没している。
大夕張ダム建設時は、大夕張地区の桜ヶ丘（夕張市鹿島白金）周辺が水没している。下夕張森林鉄道の下夕張森林鉄道線及び夕張岳線の一部が水没。このとき、補償の一環として建設されたのが三弦橋（さんげんきょう）である。
夕張シューパロダム建設時は、炭鉱街として栄えた大夕張地域（夕張市鹿島）の大部分が水没した。水没した主な建造物としてはすでに旧シューパロ湖上にあった三弦橋や旧陸軍の鉄道連隊が架橋器材として使用した重構桁を用いた橋梁、大夕張ダムの放水によって水力発電を行っていた二股発電所などがある。旧シューパロ湖を形成した大夕張ダム自身も夕張シューパロダムの貯砂ダムとして機能させるためにそのまま水没した。
鹿島明石町に存在した北海道夕張東高等学校（旧北海道夕張鹿島高等学校）の跡地は水没地域ではなかったため、鹿島地区に点在した記念碑が集約され眺望公園として整備されている。